# Piaci anarchizmus
A piaci anarchizmus vagy szabadpiaci anarchizmus az anarchizmus és a libertarianizmus egyik jobboldali azaz individualista nézetrendszere. Összeegyezteti az állam eltüntetésének igényét a szabad piaccal, az állami monopóliumokat versenyszellemű magánintézményekkel helyettesíti a rendőri védelem, igazságszolgáltatás és egyéb védelem területén. Ezen szervezetek szolgáltatásait önkéntes alapon, fizetség ellenében vehetik igénybe azok, akik igényt tartanak rá, szemben a kötelező állami szolgáltatással és kényszerrel, amit kötelező adózás finanszíroz. A piaci anarchizmus hívei hisznek abban, hogy mindez olcsó, magas színvonalú rendőri védelemhez és részrehajlásmentes bíráskodáshoz vezet.
Etikájukat tekintve kiindulhatnak a természetjogból, de vannak közöttük konzekvencialisták is, mint pl. az utilitarizmus hívei.

## Története
A piaci anarchizmus gyökerei a 18. századig, a francia Jacob Mauvillon nézeteiig vezethetők vissza, aki először tárgyalta az individuális szabadság és tulajdon magánosításának lehetőségét. A 19. században Julius Faucher és Gustave de Molinari pártolták ugyanezt. Molinari szerint egyetlen kormányzatnak sincs joga, hogy másikat kizárjon a versenyből, és a fogyasztókat arra kényszerítse, hogy a biztonság – mint áru – kérdésében kizárólag őhozzá forduljanak. Molinari azzal érvelt, hogy a biztonsági kérdések monopolizálása magas árakhoz és alacsony színvonalhoz vezet. Szerinte az állami monopólium nem jobb, mint akármilyen más monopólium:
Ha van jól megalapozott igazság a politikai gazdaságtanban, akkor az ez: minden esetben, az összes árucikk kapcsán, amely a fogyasztó megfogható vagy megfoghatatlan szükségét elégíti ki, a fogyasztó elsődleges érdeke, hogy szabad maradjon a munka és a kereskedelem, mivel a munka és a kereskedelem szabadsága szükségszerűen és végérvényesen az ár maximális csökkenését eredményezi. Valamint ez: bármely árucikkről legyen szó, mindig a vásárló érdekének kell érvényesülnie a termelő érdekei felett. Nos, ezeknek az elveknek a követése során az ember a következő megkerülhetetlen következtetésre jut: a biztonság termelését – e megfoghatatlan árucikk fogyasztói érdekében – alá kell vetni a szabad verseny törvényének. Amelyből az következik, hogy egyetlen kormánynak sem állhatna jogában megakadályozni, hogy egy másik kormány versenybe szálljon vele, vagy megkövetelni a biztonság fogyasztóitól, hogy kizárólag hozzá forduljanak ezért az árucikkért.
Később az amerikai Benjamin Tucker fejtette ki a szabadpiaci anarchizmus elméletét. Szerinte a védelem ugyanolyan szolgáltatás, mint akármelyik másik, és így a kereslet és kínálat törvényének van alávetve, s a vevőkör ahhoz megy, aki a legjobbat szolgáltatja a legolcsóbban. Monopólium – akár az állam – esetén ugyanakkor a szolgáltató majdnem mindig uzsoraárat alkalmaz. Tucker megjegyezte, hogy az általa javasolt piaci anarchizmus magában foglalná a börtönöket és a hadsereget is. Később a 20. század közepén Murray Rothbard és David D. Friedman továbblépett. Az ő rendszerükben még a jogalkotás is szabadpiaci alapon működne.

## Változatai

### Anarchokapitalizmus
Az anarchokapitalizmus a piaci anarchizmus fő irányzata, gyakran szinonimájának is tekintik. Az elnevezés az irányzat alapítójától, Murray Rothbardtól ered. Elutasít minden nem etikus taktikát céljai elérése érdekében, ellentétben pl. az agorizmussal. Nem abszolút individualista, a magántulajdon mellett önkéntességi alapon megenged közösségi tulajdont is, csak az állami tulajdont tagadja. Rothbard a következőképpen határozta meg az anarchokapitalizmust:
úgy definiálom az anarchista társadalmat, mint amiben nincs törvényes lehetőség bármely egyén személye vagy tulajdona elleni kényszerítő agresszióra. Az anarchisták éppen azért ellenzik az Államot, mert a puszta léte is az efféle agresszióban gyökerezik, nevezetesen a magántulajdon kisajátításában adóztatáson keresztül, más védelmi szolgáltatók kényszerrel való kizárásában a területén belül és az összes többi támadásban és kényszerben, ami az egyén jogainak e kettős megsértésére alapul.

### Agorizmus
Az agorizmus a piaci anarchizmus forradalmi változata, Samuel Edward Konkin III filozófiája nyomán. Az agorizmus nevét a görög agora, azaz piac szóból kapta, ami a görögök számára a politikai és kereskedelmi tevékenység helye volt. A forradalmi kifejezés nem erőszakos forradalomra, hanem a Konkin által ellengazdaságnak mondott, feketegazdasági, szürkegazdasági és adóellenállási tevékenységre utal, amivel az agoristák hitük szerint az államot meg tudják szüntetni. Az agoristák elutasítják a szellemi tulajdont, mint a szabadpiac megengedhetetlen korlátozását.

### Önkénteselvűség
Az önkénteselvűség (angolul voluntaryism, nem összetévesztendő a voluntarizmussal) a piaci anarchizmus konzekvencialista irányzata, ami az abszolút hangsúlyt az önkéntességre teszi. Elutasít minden kényszert és mindent, ami igazolhatatlan módon árad rá az emberre. Az embereket semmire sem lehet kényszeríteni szerinte, még a szabadságra sem. Céljai elérése érdekében elutasít minden erőszakos módszert és a választásokon való részvételt is.